# Cetobacterium
Cetobacterium es un género de bacterias gramnegativas, pleomórficas, no formadoras de esporas, con forma de bastón, de la familia Fusobacteriaceae.